# Viola Beach

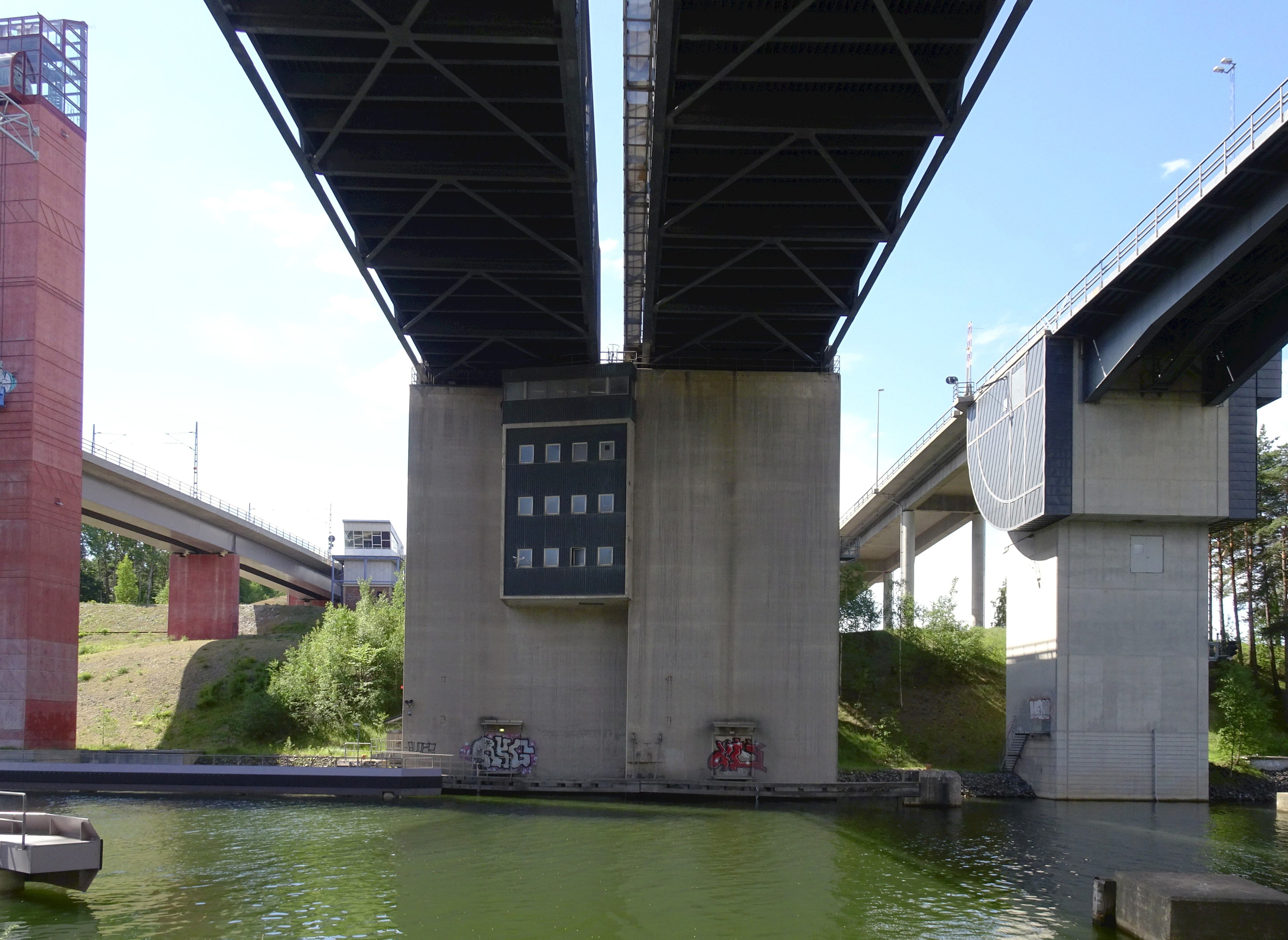
E4-bron över Södertälje kanal där olyckan inträffade.

Viola Beach var en brittisk indiepopgrupp från Warrington i England som grundades 1 maj 2015. Bandet bestod av Kris Leonard (sång och gitarr), River Reeves (gitarr), Tomas Lowe (bas) och Jack Dakin (trummor).
Frankie Coulson (gitarr) och Jonny Gibson (bas) hade varit med från början men lämnade gruppen.
De debuterade på Cavern Club i Liverpool. Deras första singel "Swings & Waterslides" släpptes i september 2015. Viola Beach sista låtar, "Boys That Sing" och "Like a Fool" som släpptes 22 januari 2016, producerades av Mumford & Sons producent Ian Grimble. Bandet hade bland annat haft spelningar på Reading- och Leedsfestivalerna och 2016 åkte de på turné och deras sista spelning blev på  festivalen Where's the Music? i Norrköping.
Bandets fyra medlemmar och deras manager Craig Tarry omkom den 13 februari 2016 i en trafikolycka på E4 utanför Södertälje där de under pågående broöppning körde av motorvägsbron i Södertälje och hamnade i Södertälje kanal.
Dagarna efter dödsolyckan gick Viola Beachs singel "Swings & Waterslides" upp på den brittiska topplistan och nådde 18 februari en första plats på iTunes topplista. Gruppens skivbolag Fuller Beans Records meddelade att intäkterna från singeln kommer att gå till de närmast anhöriga.